# Mai Thi Nguyen-Kim
Mai Thi Nguyen-Kim zamężna Leiendecker (ur. 7 sierpnia 1987 w Heppenheim) – niemiecka chemiczka, dziennikarka naukowa, prezenterka telewizyjna, youtuberka pochodzenia wietnamskiego, a od czerwca 2020 członkini Senatu Towarzystwa Maxa Plancka.

## Życiorys
Jej rodzice pochodzą z Wietnamu. Uczęszczała do Bergstraßen-Gymnasium w Hemsbach (Badenia-Wirtembergia). Po ukończeniu szkoły średniej w latach 2006–2012 studiowała chemię na uniwersytecie w Moguncji i Massachusetts Institute of Technology (MIT). Od 2012 była doktorantką w RWTH w Akwizgranie, Uniwersytecie Harvarda i Fraunhofer Institute, w 2017 uzyskała doktorat na Uniwersytecie w Poczdamie na podstawie rozprawy Physikalische Hydrogele auf Polyurethan-Basis.

## Edukacja naukowa w YouTube i telewizji

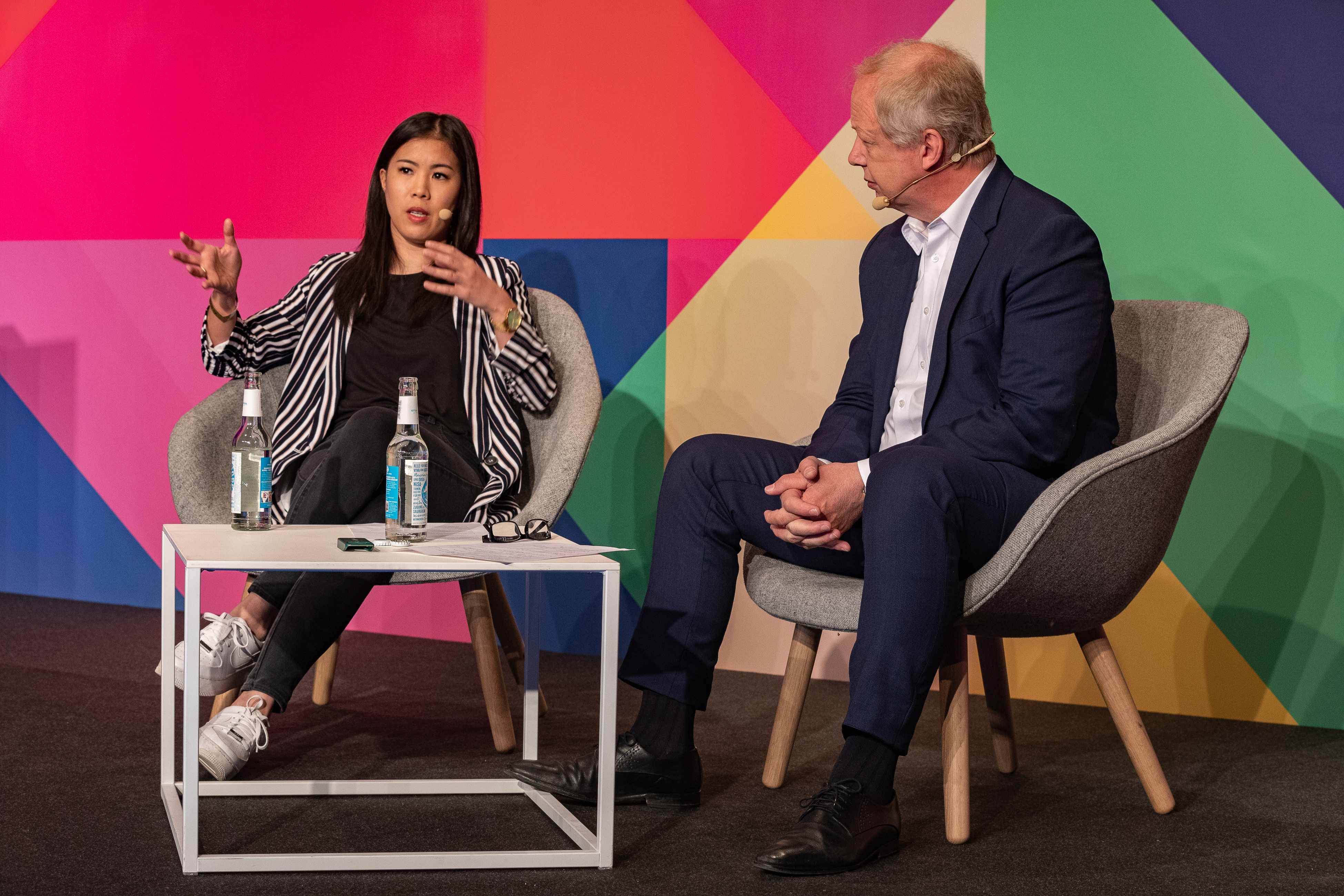
Nguyen-Kim z Tomem Buhrowem na Media Convention Berlin 2019

W 2015 Nguyen-Kim uruchomiła kanał na YouTube The Secret Life Of Scientists, aby zakwestionować stereotypy dotyczące naukowców oraz przekazywać tematy naukowe młodym odbiorcom. W październiku 2016 jej kanał YouTube schönschlau, który jest produkowany przez Funk, wspólną ofertę niemieckich nadawców ARD i ZDF dla młodzieży i młodych dorosłych, został udostępniony online. Czasami moderowała także kanał Auf Klo i filmy edukacyjne z chemii i matematyki w formacie wyprodukowanym dla Funk. Kanał schönschlau został przemianowany na maiLab w 2018 i miał ponad milion subskrybentów na początku września 2020 roku. maiLab jest produkowany przez Südwestrundfunk dla Funk. 
Nguyen-Kim jest także moderatorem projektu WiD Die Debatte i wraz z Haraldem Lesch, Jasminą Neudecker i Suzanną Randall należy do zespołu Terra X Lesch & Co.. na przemian z Ralphem Caspersem (również moderując z Ranga Yogeshwarem do jego wyjazdu w listopadzie 2018 r.) ona od maja 2018 do 2021 program Quarks z WDR.
Na początku kwietnia 2020 MaiLab uzyskał ponad 4 miliony wyświetleń w ciągu czterech dni dzięki filmowi o pandemii koronawirusa i był wtedy numerem 1. na YouTube w Niemczech. Jak ogłoszono w grudniu 2020 r., Corona geht gerade erst los! (Koronawirus dopiero się zaczyna!) z ponad sześcioma milionami wyświetleń jest to Najpopularniejszy film roku 2020 na YouTube w Niemczech. W połowie kwietnia przeanalizowała informacje od znanych wirusologów w innym filmie, który również pojawił się w trendach YouTube i od 27 kwietnia 2020 osiągnął prawie 2 miliony wyświetleń w ciągu tygodnia. Nguyen-Kim gościła w wielu innych formatach medialnych, w tym w niemieckich programach telewizyjnych. Pod koniec maja 2020 w rozmowie z Deutsche Presse-Agentur wezwała do zdobywania większej wiedzy na temat źródeł i umiejętności korzystania z mediów oraz skrytykowała teorie spiskowe dotyczące pandemii koronawirusa. Chemiczka skrytykowała także braki wiedzy w zakresie nauk przyrodniczych i w wykształceniu ogólnym. Jest także działaczką wspierającą dla Scientists for Future.
Jej książka Komisch, alles chemisch!, wydana w marcu 2019, znalazła się w listopadzie tegoż roku na liście bestsellerów czasopisma Der Spiegel. Polskie tłumaczenie Śmierć przy myciu zębów została wydana we wrześniu 2019 przez wydawnictwo Prószyński Media. W marcu 2021 roku opublikowała swoją drugą książkę Die kleinste gemeinsame Wirklichkeit, która osiągnęła pierwsze miejsce na liście literackich bestsellerów magazynu Der Spiegel.

## Życie prywatne
Nguyen-Kim jest żoną naukowca, Matthiasa Leiendeckera, mają jedno dziecko (ur. 2020).

## Publikacje
- Śmierć przy myciu zębów. Chemia dla zabieganych (niem. Komisch, alles chemisch! Handys, Kaffee, Emotionen – wie man mit Chemie wirklich alles erklaren kann) Prószyński Media, Warszawa 2019 ISBN 978-3-426-27767-6.

## Nagrody
- 2012: Trzecie miejsce na konferencji Falling Walls w Berlinie za prezentację Breaking the Wall of the Human Cell[33][34]
- 2014: Zwycięstwo w Science-Slams w Aachen i Bochum[35][36]
- 2014: Wykład na konferencji TEDxBerlin jako zwycięzca konkursu Spotlight@TEDxBerlin[37]
- 2015: Zwycięzca Kölner Bullshit Slams z prezentacją na temat zmian klimatu[38][39]
- 2016: Pierwsze miejsce w kategorii Scitainment z wkładem Trust me, I’m a Scientist w internetowym konkursie wideo Fast Forward Science 2016 (organizowanym przez Wissenschaft im Dialog i Stifterverband für die Deutsche Wissenschaft)[40][41]
- 2018: Nagroda Grimme Online w kategorii Wiedza i Edukacja oraz nagroda publiczności Grimme Online Award[42][43]
- 2018: Nagroda Georga von Holtzbrincka za dziennikarstwo naukowe[44]
- 2018: Pierwsze miejsce w Fast Forward Science w kategorii Substanz, pierwsze miejsce w konkursie Community Award i Webvideo Excellence Award[45]
- 2018: Zwycięzca Webvideopreis Deutschland[46]
- 2018: Dziennikarz roku 2018 w kategorii nauki, nagrodzony przez Medium Magazin[47]
- 2019: Nagroda Hannsa Joachima Friedrichsa[48]
- 2020: Zdobywca nagrody Heinz Oberhummer Award za komunikację naukową[49][50]
- 2020: Zdobywca nagrody Goldene Kamera Digital Award w kategorii Best of Information[51]
- 2020: Krzyż Kawalerski Orderu Zasługi Republiki Federalnej Niemiec[52]
- 2020: UmweltMedienpreis 2020 od Deutsche Umwelthilfe w kategorii online dla kanału YouTube „maiLab”[53]
- 2020: Dziennikarz Roku Medium Magazin[54]
- 2021: Nagroda Grimme za jej Transfer wiedzy o koronawirusie w kategorii Osiągnięcie dziennikarskie[55]
- 2021: Nagroda dla dziennikarzy i pisarzy Towarzystwa Niemieckich Chemików[56]
- 2021: Nagroda Kultury Heskiej wspólnie z Sandrą Ciesek za „swoje zasługi w pandemii koronawirusa”[57]
- 2021: Złota nagroda czytelników LovelyBooks w kategorii literatura faktu i przewodniki za Die kleinste gemeinsame Wirklichkeit[58]